# 広島電鉄呉中央営業課
広島電鉄呉中央営業課（ひろしまでんてつくれちゅうおうえいぎょうか）は、広島県呉市築地町２−８にある広電バスの営業所である。

## 担当路線

### 呉中央営業所管轄
辰川線
- 31-1（下り）:呉駅前 → 呉郵便局前 → 中央3丁目 → 呉市役所前 → 辰川
- 31（上り）:辰川 → 郷町 → 呉市役所前 → 中央3丁目 → 呉駅前 → 中通1丁目 → 子規句碑前 → 昭和町 → 日本製鉄前
  - 日本製鉄前直通のバスは平日に1便のみ。

長の木長迫線
- 32-2（右回り）・32-1（左回り）:呉駅前 - 呉郵便局前 - 四道路 - 和庄 - 長迫小学校下 - 吾妻1丁目 - 郷町 - 東片山町 - 西中央3丁目 - 呉郵便局前 - 呉駅前
- 32-1（左回り）:吾妻1丁目 → 郷町 → 東片山町 → 西中央3丁目 → 呉郵便局前 → 呉駅前 → 中通1丁目 → 子規句碑前 → 昭和町 → 日本製鉄前
  - 朝の1本のみ。

三条二河宝町線
- 33-2（右回り）・33-1（左回り）:呉駅前 - 呉郵便局前 - 呉共済病院 - 済生会呉病院 - 大和ミュージアム・ゆめタウン前 - 中央桟橋 - 四道路 - 中通3丁目 - 中央3丁目 - 呉市役所前 - 本通6丁目 - 呉医師会病院 - [ 東片山町 ] - 上山手橋 - 呉郵便局前 - 呉駅前
  - 東片山町には、右回りのみ停車。

宝町線
- 33-3（左回り）:呉駅前 → 呉郵便局前 → 呉共済病院 → 済生会呉病院 → 大和ミュージアム・ゆめタウン前 → 中央桟橋 → 四道路 → 中通3丁目 → 中央3丁目 → 呉郵便局前 → 呉駅前
  - （左回りのみ）土休日のみ運行。

吉浦天応線
天応川尻線の西側が吉浦天応線として分割された。2020年10月1日のダイヤ改正により、東畑発着便・かるが西発着便を廃止し、呉市役所前経由便を新設した。
- 34（上り）・34-1（下り）:呉駅前 - 海上保安大学校入口 - 吉浦駅前 - 大屋橋 - 天応福浦
- 34-C（上り）・34-2（下り）:呉駅前 - [ 呉郵便局前 ] - 中央3丁目 - 呉市役所前 - 中通3丁目 - 中央3丁目 - [ 呉郵便局前 ] - 呉駅前 - 海上保安大学校入口 - 吉浦駅前 - 大屋橋 - 天応福浦
- 34-N（上り）:天応福浦 → 大屋橋 → 吉浦駅前 → 海上保安大学校入口 → 呉駅前 → 中通1丁目 → 子規句碑前 → 昭和町 → 日本製鉄前
  - 平日ダイヤ朝上り1便のみ。

呉探訪ループバス（コース）
- 呉駅前 → 中央桟橋 → 子規句碑前 → （日本製鉄前で折り返し） → 入船山公園 → 中通3丁目 → 呉駅前
  - 日本製鉄前には停車しない。

#### 警固屋出張所管轄
2019年10月1日のダイヤ改正により、以下の場合においてPASPYで1時間以内に乗り継いだ場合は直通乗継割引運賃が適用される。
- 広電バス（呉駅前 - 鍋桟橋）と呉市生活バス田原藤の脇線（なべタクシー、鍋桟橋 - 音戸渡船口 - 田原 - 早瀬大橋 - 藤の脇（田原経由））を乗り継いだ場合。
- 広電バス（呉駅前 - 鍋桟橋）と呉市生活バス見晴町線（東和交通、鍋桟橋 - 見晴町）を乗り継いだ場合。
- 広電バス（呉駅前 - 鍋桟橋）と呉市生活バス阿賀音戸の瀬戸線（呉交通、鍋桟橋 - 音戸渡船口 - 音戸の瀬戸 - 冠崎 - 大入 - 塩谷 - 阿賀駅前）を乗り継いだ場合。

呉倉橋島線
- 1（上り）・1-3（下り）:呉駅前 - 中通1丁目 - 子規句碑前 - 昭和町 - 日本製鉄前 - 鍋桟橋
- 1（上り）・1-1（下り）:呉駅前 - 中通1丁目 - 子規句碑前 - 昭和町 - 日本製鉄前 - 鍋桟橋 - 音戸渡船口 - 音戸市民センター - 波多見 - 藤の脇（波多見経由） - 釣士田南 - 本浦 - 桂浜・温泉館
  - 本浦止まりが5本、本浦発が1本。また、藤の脇止まり、鍋桟橋発藤の脇行、釣士田南発の便も存在する。

宮原線
- 4（上り）・4-1（下り）:呉駅前 - 呉郵便局前 - 四道路 - 子規句碑前 - 坪の内町 - 鍋桟橋
- 3（上り）・3-1（下り）:呉駅前 - 呉郵便局前 - 四道路 - 宮原 - 鍋桟橋
- 3（上り）・3-2（下り）:呉駅前 - 呉郵便局前 - 四道路 - 宮原 - 鍋桟橋 - 音戸渡船口 - 音戸の瀬戸

### 広営業所管轄
2019年10月1日のダイヤ改正により、以下の場合においてPASPYで1時間以内に乗り継いだ場合は直通乗継割引運賃が適用される。
- 広電バス（呉駅前 - 広市民センター）と呉市生活バス広長浜線（野呂山タクシー、新広駅 - 広市民センター - 広交叉点 - 広駅前 - 広南小学校 - 東小坪）を乗り継いだ場合。
- 広電バス（呉駅前 - 広市民センター）と呉市生活バス広川尻線（瀬戸内産交、新広駅 - 広市民センター - 広交叉点 - 広駅前 - 東のりば - 仁方駅前 - 小仁方 - 川尻駅 - 小用入口）を乗り継いだ場合。
- 広電バス（呉駅前 - 仁方駅南口）と呉市生活バス仁方小須磨線（富士交通、仁方駅南口 - 小須磨）を乗り継いだ場合。

東畑は呉駅前・日本製鉄前行のみ停車。
広仁方線
天応川尻線の東側が仁方川尻線として分割され、2019年10月1日に仁方以東が呉市生活バスに移管されて広仁方線となった。
- 11-N（上り）・11-4/11-1（下り）:日本製鉄前 - 昭和町 - 子規句碑前 - 四道路 - 本通6丁目 - 西畑 - [ 東畑 ] - 呉越 - 阿賀駅前 - 広市民センター - 広交叉点 - 広駅前 - 東のりば - 仁方駅前 - 仁方駅南口
- 11（上り）・11-4/11-1（下り）:呉駅前 - 中通1丁目 - 四道路 - 本通6丁目 - 西畑 - [ 東畑 ] - 呉越 - 阿賀駅前 - 広市民センター - 広交叉点 - 広駅前 - 東のりば - 仁方駅前 - 仁方駅南口

郷原黒瀬線
- 11（上り）・11-9（下り）:呉駅前 - 中通1丁目 - 四道路 - 本通6丁目 - 西畑 - [ 東畑 ] - 呉越 - 阿賀駅前 - 広市民センター - 広交叉点 - 広島文化学園大学
- 11（上り）・11-8（下り）:呉駅前 - 中通1丁目 - 四道路 - 本通6丁目 - 西畑 - [ 東畑 ] - 呉越 - 阿賀駅前 - 広市民センター - 広交叉点 - [ 広島文化学園大学 ] - 郷原 - グリーンヒル郷原
- 11（上り）・11-6/11-7（下り）:呉駅前 - 中通1丁目 - 四道路 - 本通6丁目 - 西畑 - [ 東畑 ] - 呉越 - 阿賀駅前 - 広市民センター - 広交叉点 - [ 広島文化学園大学 ] - 郷原 - 兼広 - 広島国際大学
- 11-N（上り）:グリーンヒル郷原 → 郷原 → 広島文化学園大学 → 広交叉点 → 広市民センター → 阿賀駅前 → 呉越 → 東畑 → 西畑 → 本通6丁目 → 四道路 → 子規句碑前 → 昭和町 → 日本製鉄前
  - 平日ダイヤ朝上り1便のみ。
- 11-N（上り）:兼広 → 郷原 → 広交叉点 → 広市民センター → 阿賀駅前 → 呉越 → 東畑 → 西畑 → 本通6丁目 → 四道路 → 子規句碑前 → 昭和町 → 日本製鉄前
  - 平日ダイヤ朝上り1便のみ。

## 車庫・出張所
- 呉中央営業課（9）
  - 広島県呉市築地町2-8
- 呉中央営業課東畑車庫（9）
  - 広島県呉市東畑2丁目4-32
- 呉中央営業課警固屋出張所（9）
  - 広島県呉市警固屋町4-9-1
- 呉中央営業課警固屋出張所宝町車庫（9）
  - 広島県呉市宝町1-10
- 呉中央営業課広出張所（9）
  - 広島県呉市広白岳5-1-28
- 呉中央営業課広出張所文化学園大車庫（9）
  - 広島県呉市郷原学びの丘1丁目2-8

## 周辺
- 呉海上保安部
- 二河川公園

## アクセス
広電バス吉浦天応線 三条1丁目バス停下車 徒歩8分
また吉浦天応線 海岸2丁目バス停下車 徒歩8分